# كارلوس سيمبسون
كارلوس سيمبسون (بالإنجليزية: Carlos Simpson)‏ هو رياضياتي أمريكي، ولد في 30 يونيو 1962.